# Отто Гильом (граф Бургундии)
Отто Гильом (Оттон Вильгельм; фр. Otte-Guillaume, нем. Otto Wilhelm; ок. 958 — 21 сентября 1026, Дижон) — граф Невера в 978—989 годах, Безансона с 982 года, Макона в 982—1006 годах, 1-й граф Бургундии с 982 года, герцог Бургундии (под именем Отто II) в 1002—1005 годах. Представитель Иврейской династии. Сын короля Италии Адальберта и Герберги, дочери графа Ламберта.

## Биография

### Правление
Отец Отто Гильома, Адальберт II Иврейский, был соправителем своего отца в Италии в 950—962 годах. После пленения и ссылки отца он безуспешно пытался бороться с императором Оттоном I. В 968 году он перебрался в графство Шалон к жене Герберге, дочери графа Ламберта, где и умер. После его смерти Герберга вышла вторично замуж за герцога Бургундии Эда-Генриха.
Не позднее 982 года Отто Гильом женился на вдове графа Макона Обри II — Эрментруде (умерла около 1005 года), дочери графа Рено де Руси (умер в 967 году), благодаря чему стал графом Макона и Безансона.
В 980 году его отчим, герцог Бургундии Эд-Генрих, передал Отто Гильому графство Невер, а в 982 или 986 году сделал своим наместником и графом Бургундии.
В 995 году Отто Гильом назначил своим наместником в Маконе старшего сына, Ги (умер около 1004 года), а в 1002 году сделал его графом Макона.
В 1002 году умер отчим Отто Гильома, герцог Бургундии Эд-Генрих, не оставивший сыновей. Отто Гильом объявил себя герцогом, но на герцогство предъявил свои права также король Франции Роберт II, племянник покойного герцога. В результате войны 1002—1005 годов Отто Гильом был вынужден отказаться от притязаний на герцогство. Оно было присоединено к Франции, а в 1032 году было выделено сыну короля Роберта — Роберту I, ставшему родоначальником Бургундского герцогского дома. Однако за Отто Гильомом были признаны владения и титул графа Бургундии, а также он сохранил свои права на ряд графств, входивших в состав герцогства Бургундия (Бомон, Фувен, Ошере).
После смерти старшего сына Ги I, графа Макона, Отто Гильом в 1006 году передал Макон его сыну Оттону II (его потомки владели графством до 1078 году, после чего оно вернулось к графам Бургундии), а своему второму сыну Рено — графства Амуа, Варе и Портуа.
Когда король Бургундии Рудольф III, не имевший сыновей, признал своим наследником своего племянника, правителя Священной Римской империи Генриха II, тот потребовал вассальной присяги от правителей бургундских графств, что вызвало восстание, которое возглавил Отто Гильом. В течение десяти лет граф Бургундии отказывался признавать сюзеренитет германского императора.

### Семья
- 1-я жена: с 975/980 года — Ирментруда (около 950 — 5 марта 1003/1004), дочь графа де Руси Рено:
  - Ги I де Макон (975/980 — около 1004), граф Макона
  - Матильда (975/980 — 13 ноября 1005); муж: с приблизительно 995 года — Ландерик де Монсо (975 — 28 мая 1028), граф Невера в 998—1005 и 1026—1028 годах
  - Бруно, архидьякон в Лангре
  - Герберга (около 985—1019/1024); муж: с приблизительно 1002 года — Гильом II (около 983 — около 1018), граф Прованса
  - Рено I (около 990 — 23 августа 1057), граф Бургундии с 1027 года; жена: ранее 1 сентября 1016 года — Адель или Юдит (около 1000 — после 7 июля 1037), дочь герцога Нормандии Ричарда II
  - Агнесса (около 995 — 9 ноября 1068); 1-й муж: с 1019 года — граф Пуатье и герцог Аквитании Гильом V Великий (около 969 — 31 января 1030); 2-й муж: с 1 января 1032 года (разведены в 1049 или 1052 году) — граф Анжу Жоффруа II Мартел (14 октября 1006 — 14 ноября 1060).
- 2-я жена: до 1016 года — Аделаида Анжуйская (около 948—1026), дочь графа Анжу Фулька II.